# Bjurakan-Observatorium

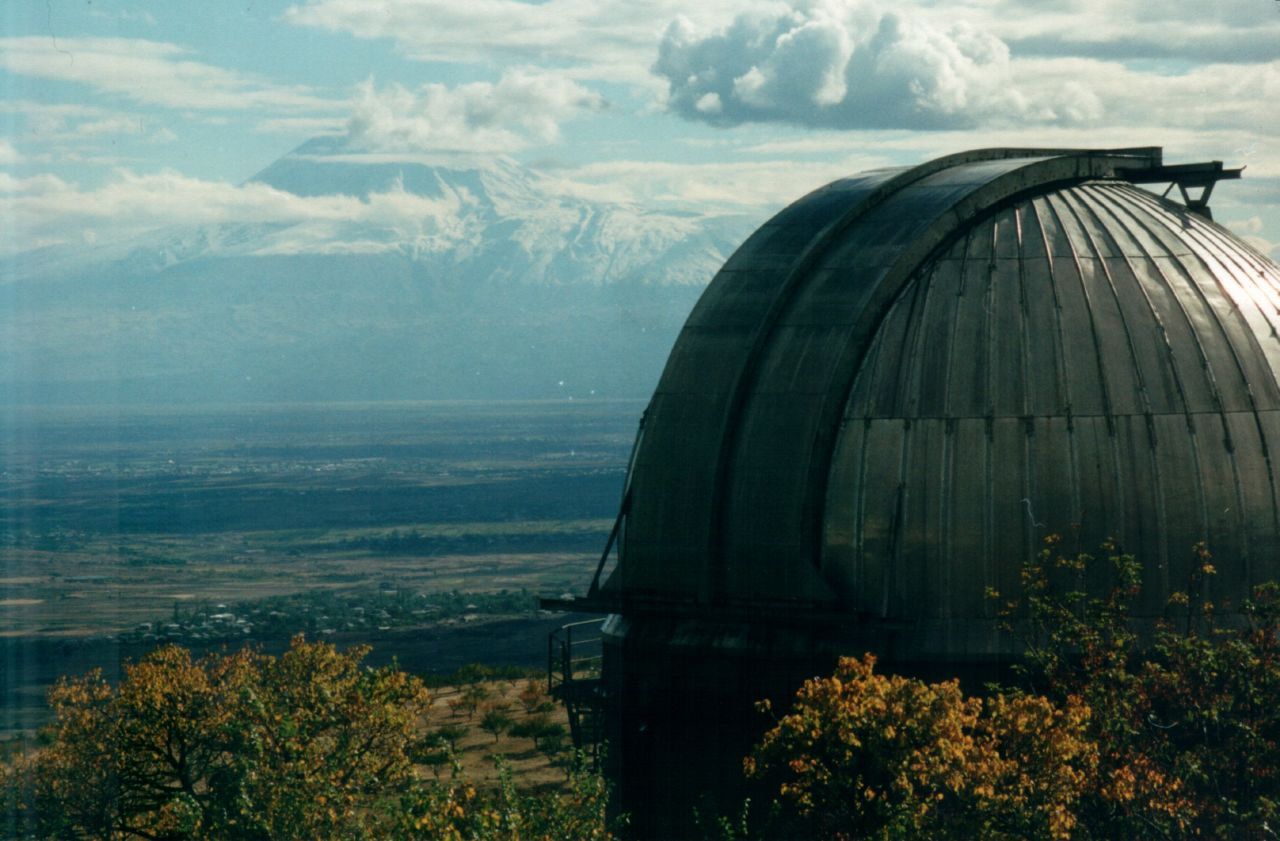
Kuppel des 1-m-Schmidt-Teleskops, im Hintergrund der Berg Ararat in der Türkei.

Das Byurakan-Observatorium oder Astrophysikalisches Observatorium Bjurakan ist eine Sternwarte der Armenischen Akademie der Wissenschaften. Es befindet sich in Bjurakan am Hang des Berges Aragaz in Armenien in 1405 Metern Höhe.

## Geschichte
Das Observatorium wurde 1946 von Wiktor Hambardsumjan gegründet und war eines der Zentren für Astronomie der Sowjetunion. Von der Forschungseinrichtung wurden besondere Sternhaufen, die Bewegungshaufen entdeckt (1947), über tausend Flackersterne, dutzende Supernovae, hunderte Herbig-Haro-Objekte und Nebel und hunderte Galaxien. Nach dem Zusammenbruch der Sowjetunion verlor es an Förderung.
1964 und 1971 fanden am Byurakan-Observatorium SETI-Konferenzen statt. 2013 wurden Aufzeichnungen der ersten Forschungsergebnisse des Observatoriums in das Weltdokumentenerbe der UNESCO aufgenommen.

## Ausrüstung

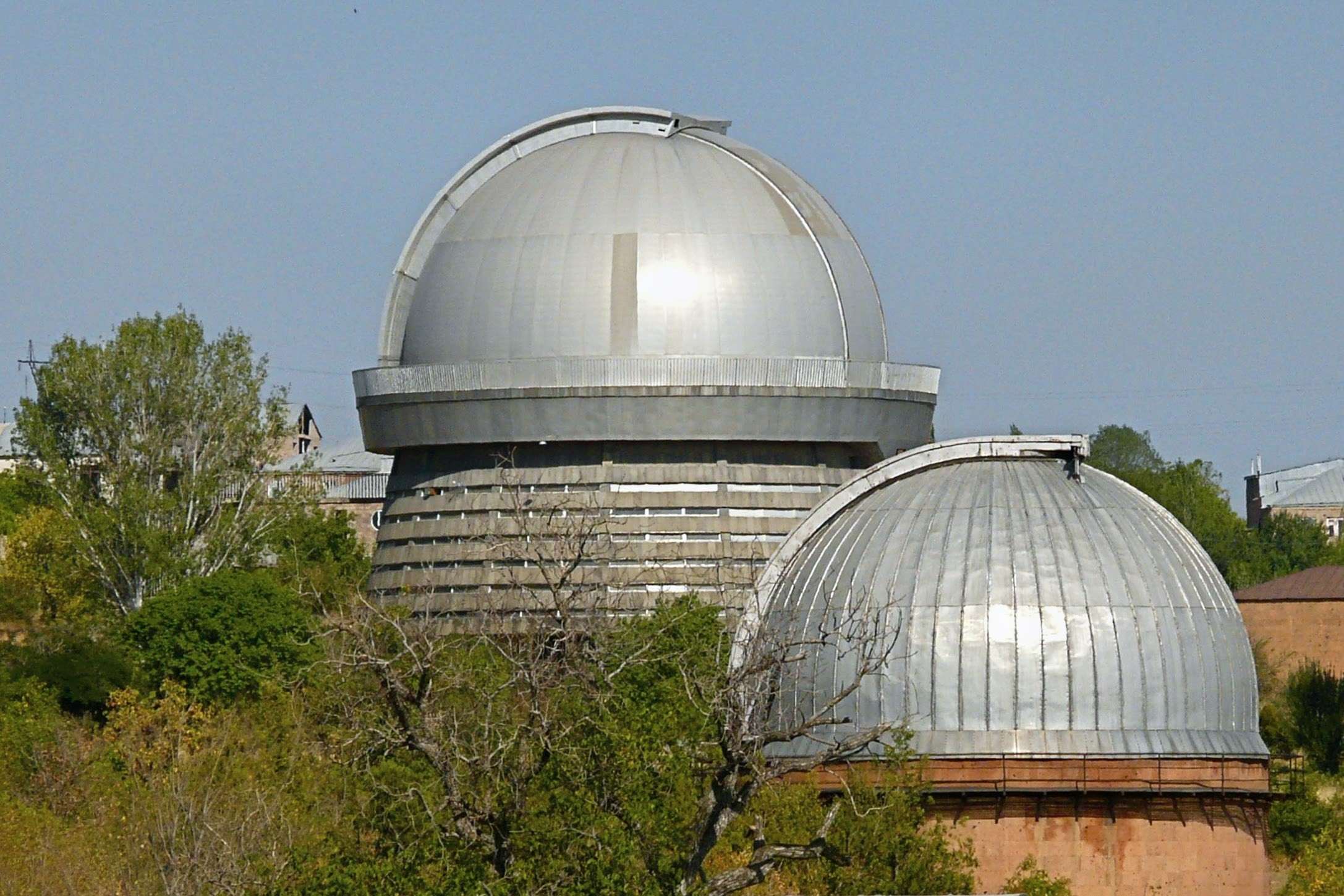
Das Gebäude des Cassegrain-Teleskops im Hintergrund und das des 1-m-Schmidt-Teleskops im Vordergrund

Das Hauptteleskop des Observatoriums ist ein Cassegrain-Spiegelteleskop, dessen Hauptspiegel einen Durchmesser von 2,6 Meter hat. Daneben gibt es zwei kleinere Schmidt-Teleskope mit einem Durchmesser von 1,0 Meter und 0,5 Meter.